# Rhenini
Rhenini, es una tribu de arañas araneomorfas, pertenecientes a la familia Salticidae.

## Géneros
- - Agassa Simon, 1901
  - Alcmena C. L. Koch, 1846
  - Homalattus White, 1841
  - Napoca Simon, 1901
  - Rhene Thorell, 1869
  - Romitia Caporiacco, 1947
  - Tacuna Peckham & Peckham, 1901
  - Zeuxippus Thorell, 1891